# Missulena
Genre
Synonymes
- Eriodon Latreille, 1806

Missulena est un genre d'araignées mygalomorphes de la famille des Actinopodidae.

## Distribution
Les espèces de ce genre se rencontrent en Australie et au Chili.

## Description
Les espèces de Missulena mesurent de 10 à 35 mm

## Liste des espèces
Selon World Spider Catalog (version 24.5, 26/09/2023) :
- Missulena bradleyi Rainbow, 1914
- Missulena davidi Greenberg, Huey, Framenau & Harms, 2021
- Missulena dipsaca Faulder, 1995
- Missulena durokoppin Marsh, Stevens & Framenau, 2023
- Missulena faulderi Harms & Framenau, 2013
- Missulena gelasinos Marsh, Stevens & Framenau, 2023
- Missulena granulosa (O. Pickard-Cambridge, 1869)
- Missulena harewoodi Framenau & Harms, 2017
- Missulena hoggi Womersley, 1943
- Missulena ignea Marsh, Stevens & Framenau, 2023
- Missulena insignis (O. Pickard-Cambridge, 1877)
- Missulena iugum Greenberg, Huey, Framenau & Harms, 2021
- Missulena langlandsi Harms & Framenau, 2013
- Missulena leniae Miglio, Harms, Framenau & Harvey, 2014
- Missulena mainae Miglio, Harms, Framenau & Harvey, 2014
- Missulena manningensis Greenberg, Huey, Framenau & Harms, 2021
- Missulena melissae Miglio, Harms, Framenau & Harvey, 2014
- Missulena minima Marsh, Stevens & Framenau, 2023
- Missulena occatoria Walckenaer, 1805
- Missulena pinguipes Miglio, Harms, Framenau & Harvey, 2014
- Missulena pruinosa Levitt-Gregg, 1966
- Missulena reflexa Rainbow & Pulleine, 1918
- Missulena rutraspina Faulder, 1995
- Missulena terra Marsh, Stevens & Framenau, 2023
- Missulena torbayensis Main, 1996
- Missulena tussulena Goloboff, 1994

## Systématique et taxinomie
Ce genre a été décrit par Walckenaer en 1805.
Eriodon a été placé en synonymie par Simon en 1903.

## Publication originale
- Walckenaer, 1805 : Tableau des aranéides ou caractères essentiels des tribus, genres, familles et races que renferme le genre Aranea de Linné, avec la désignation des espèces comprises dans chacune de ces divisions. Paris, p. 1-88.